# Hrvatski Band Aid
Hrvatski Band Aid hrvatski je glazbeni sastav, sastavljen od poznatih hrvatskih glazbenika. Nastao je 1991. godine kako bi izveo domoljubnu pjesmu »Moja domovina«.
Članovi:
(popis nepotpun; dio pjevača pjevao je samostalne dionice, udvoje ili utroje, a dio samo u cijelom zboru)
- Aki Rahimovski
- Arsen Dedić
- Boris Novković
- Dalibor Brun
- Danijela Martinović
- Danijel Popović
- Davor Gobac
- Dino Dvornik
- Doris Dragović
- Drago Mlinarec
- Đelo Jusić ml.
- Đelo Jusić st.
- Đuka Čaić
- Emilija Kokić
- Gabi Novak
- Ivica Šerfezi
- Ivo Amulić
- Ivo Robić
- Jasna Zlokić
- Josipa Lisac
- Jura Stublić
- Krunoslav Slabinac
- Ljiljana Nikolovska
- Ljupka Dimitrovska
- Marijan Ban
- Mate Mišo Kovač
- Matko Jelavić
- Meri Cetinić
- Milo Hrnić
- Jasmin Stavros
- Mladen Bodalec
- Oliver Dragojević
- Paula Crljenko Jusić
- Sanja Doležal
- Severina Vučković
- Stanko Šarić
- Tatjana Matejaš Tajči
- Tereza Kesovija
- Vlado Kalember
- Zdenka Vučković
- Zdravko Škender
- Zorica Kondža
- Zvonko Špišić
- Husein Hasanefendić
- Vedran Božić
- Damir Lipošek
- Fedor Boić
- Tony Cetinski
- Dražen Žanko
- Mirko Cetinski

## Kasnija okupljanja
Doris Dragović snimila je 2003. s dijelom Hrvatskog band aida (Oliver Dragojević, Petar Grašo, Boris Novković, Maja Blagdan, Giuliano, Vanna, Goran Karan, Zorica Kondža, Vlado Kalember, Mladen Grdović i dr.) pjesmu »Hvala ti moj dobri anđele« u sklopu projekta pomoći osobama s invalidnošću i teškoćama u razvoju.
Godine 2007. dio pjevača (Vanda Winter, Ivana Brkić, Indira Levak, Andrea Čubrić, Jacques Houdek, Aki Rahimovski, Mladen Bodalec i dr.) snima pjesmu Još ima dobrih ljudi za djecu u Nazorovoj.
Band aid ponovno se okupio 2011. prilikom apostolskog posjeta Benedikta XVI. Hrvatskoj, u svrhu izvedbe pjesme »Zajedno u Kristu« Luke Balvana, a u aranžmanu Ante Gele. »Band« je nastupio u sljedećem sastavu: Tedi Spalato, Sanja Doležal, Mladen Bodalec, Zorica Kondža, Ivana Husar, Jacques Houdek, Arijana i Tomislav Meštrović, Luka Balvan, Ricardo Luque, Nina Badrić, Marko Perković, Marija Husar, Martina Zadro, Đani Stipaničev, Miroslav Škoro, Željka Marinović, Domagoj Pavin (iz Emanuela), Čedo Antolić, Maja Blagdan, Tomislav Bralić i Oliver Dragojević.

## Vanjske poveznice
- http://www.youtube.com/watch?v=AurV7rUAIaw&feature=related Video